# Stemmeseddel
En stemmeseddel er et papirark, hvorpå en vælger som led i et valg markerer sin tilslutning til et politisk partis liste, en kandidat eller et forslag. Stemmesedlen kan være fortrykt med angivelse af de foreliggende muligheder; i andre situationer kan et blankt ark bruges.
Anvendelse af stemmeseddel kan ske for at sikre hemmelighed, at kun stemmeberettigede deltager i afgørelsen, og for at gøre optællingen sikker.
Afgøres en afstemning ved håndsoprækning på et møde, kan stemmesedlen være bevis for indehaverens ret til at stemme.
I nogle lande er der indført elektronisk valg, hvilket kan lette optællingen. Det har dog i nogle tilfælde givet eksempler på manipulation eller fejltælling.

## Stemmesedler ved danske offentlige valg
Ved valg til folketinget, regionsrådet, kommunalbestyrelsen, Europa-Parlamentet og menighedsrådene får hver vælger på valgstedet udleveret en stemmeseddel, hvorpå er trykt partiets/listens navn og partibogstav samt navnene på de opstillede kandidater. Vælgeren sætter kryds ud for et parti eller en kandidat.
Ved folkeafstemninger udleveres der en stemmeseddel med valgmulighederne ja eller nej.